# Белл, Зои
Зои И. Белл (англ. Zoë E. Bell, род. 17 ноября 1978, Уаихеке, Новая Зеландия) — новозеландская актриса и каскадёр. Известна по многолетнему сотрудничеству с режиссёром Квентином Тарантино.

## Биография

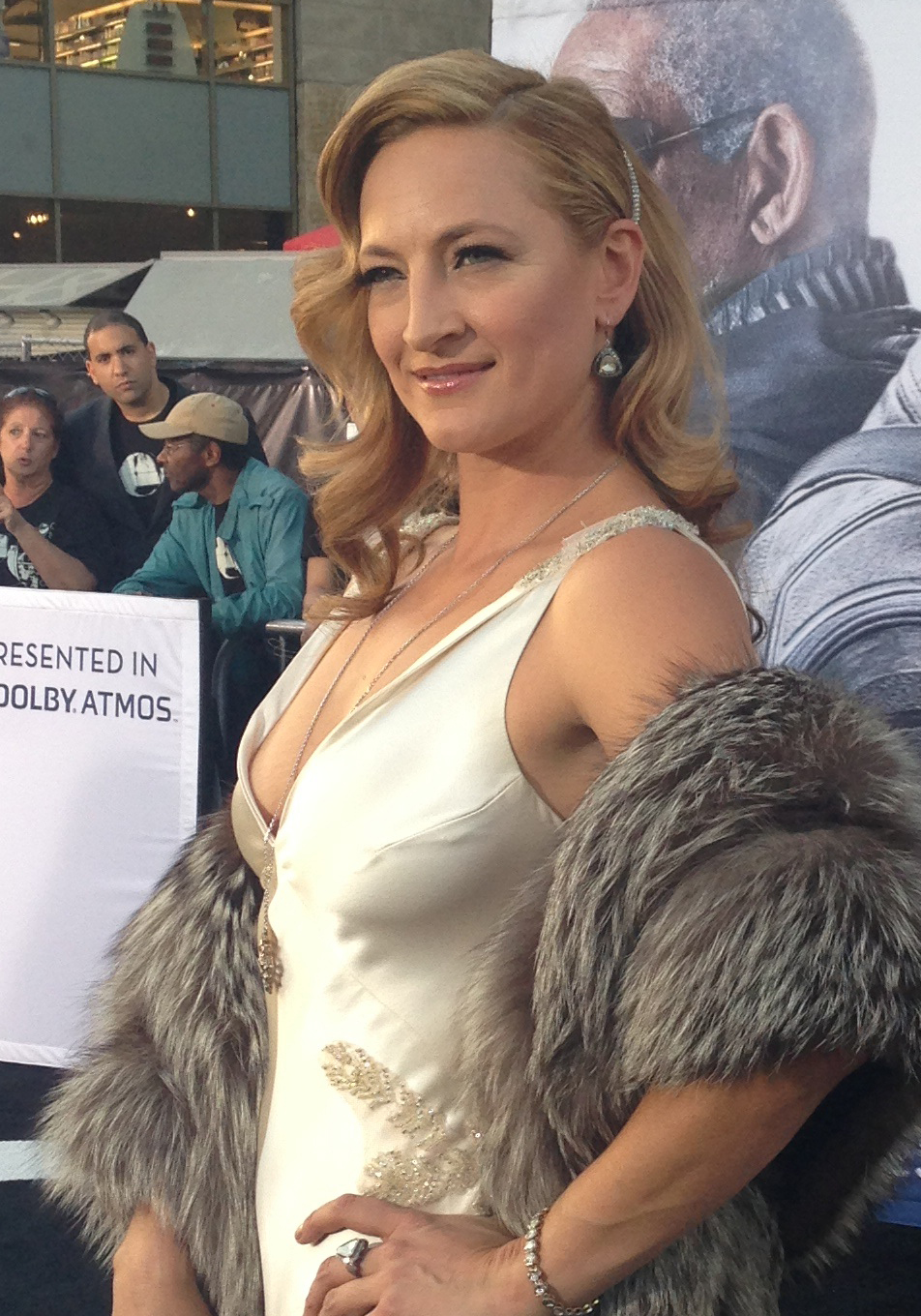
Зои Белл на премьере фильма «Обливион», 2013 год

Зои Белл родилась 17 ноября 1978 года в Новой Зеландии. Её родители работали в местной больнице, отец — врачом, мать — медсестрой. Детство Зои прошло в одном из живописных уголков новой Зеландии — острове Уаихеке, который располагал к занятиям такими видами спорта, как дайвинг и горный велосипед.
В школе Зои увлеклась гимнастикой и даже выступала на национальных чемпионатах Новой Зеландии. Данное увлечение помогло ей быстро освоить боевое искусство тхэквондо, которым она стала заниматься в возрасте пятнадцати лет.
В роли каскадёра Зои попробовала себя уже в 14 лет, совершив свой первый трюк в новозеландском телесериале «Shortland Street» (Улица Шортлэнд, 1992 год). Затем она участвовала в качестве каскадёра в телесериале «Удивительные странствия Геракла» (1995—1999) и «Зена — королева воинов» (1995—2001). В этом сериале Зои была дублёром главной героини фильма — Зены, которую играла Люсиль Фрэнсис Райан.
Потом было много каскадёрских трюков в небольших фильмах и наконец она стала дублёром Умы Турман в нашумевшем боевике «Kill Bill: Vol. 1». Режиссёру фильма Квентину Тарантино настолько понравилась работа Зои, что в своем следующем фильме Доказательство смерти (2007 год), он дал ей одну из главных ролей. Одним из захватывающих трюков в фильме был тот, в котором героиня Зои ехала на капоте автомобиля, который пытался протаранить и сбить на обочину дороги главный злодей фильма (Курт Рассел).
Затем Зои была дублёром Шэрон Стоун в фильме «Женщина-кошка». В этом фильме талант Зои Белл как каскадёра раскрылся наиболее полно. Ей приходилось выполнять очень много сложных трюков, с которыми она успешно справилась.
За свою каскадёрскую карьеру Зои Белл была неоднократно номинирована на «Taurus World Stunt Awards» (Оскар для каскадеров) в категориях «Лучший трюк каскадёра-женщины», «Лучшая драка», «Лучшее падение с большой высоты».
Начиная с фильма «Доказательство смерти» Зои Белл пробует себя в качестве актрисы. Она снялась в таких фильмах как: «Angel of Death» («Ангел смерти», 2009 г.); «Whip It!» («Катись!», 2009 г.); «Game of Death» («Игра смерти», 2010 г.); «The Baytown Outlaws» («Бэйтаун вне закона», 2012 г.) «Hansel and Gretel: Witch Hunters» («Охотники на ведьм», 2012 г.) по сюжету знаменитой сказки; «Обливион», 2013; «The Hateful Eight» («Омерзительная восьмёрка» 2015 г.).
В фильме «Ангел смерти» Зои сыграла полноценную главную роль женщины-киллера, а в остросюжетном боевике «Игра смерти» она снялась совместно с Уэсли Снайпсом.

## Избранная фильмография

### Роли в кино
| Год  |     | Русское название        | Оригинальное название            | Роль                              |
| ---- | --- | ----------------------- | -------------------------------- | --------------------------------- |
| 2000 | с   | Клеопатра 2525          | Cleopatra 2525                   | Female Betrayer                   |
| 2007 | ф   | Доказательство смерти   | Death Proof                      | Зои                               |
| 2007 | ф   | Грайндхаус              | Grindhouse                       | Зои                               |
| 2008 | с   | Остаться в живых        | Lost                             | Реджина                           |
| 2009 | ф   | Ангел смерти            | Angel of Death                   | Ив                                |
| 2009 | ф   | Геймер                  | Gamer                            | Сандра                            |
| 2009 | ф   | Катись!                 | Whip It                          | Кровавая Святоша                  |
| 2011 | с   | Сплетница               | Gossip Girl                      | Элли                              |
| 2012 | ф   | Бэйтаун вне закона      | The Baytown Outlaws              | Роза                              |
| 2012 | ф   | Джанго освобождённый    | Django Unchained                 | Охотник за беглыми рабами в маске |
| 2013 | ф   | Охотники на ведьм       | Hansel and Gretel: Witch Hunters | Высокая ведьма                    |
| 2013 | ф   | Обливион                | Oblivion                         | Кара                              |
| 2013 | ф   | Убей или умри           | Raze                             | Сабрина                           |
| 2014 | ф   | Наёмницы                | Mercenaries                      | Кссанда Клей                      |
| 2015 | ф   | Омерзительная восьмёрка | The Hateful Eight                | Джуди Шесть Лошадей               |
| 2016 | ф   | Парадокс                | Paradox                          | Гейл                              |
| 2018 | ф   | Крупный куш             | The Big Take                     | Эди                               |
| 2019 | ф   | Однажды в… Голливуде    | Once Upon a Time in… Hollywood   | Дженет                            |
| 2019 | док | Однажды... Тарантино    | QT8: The First Eight             | в роли самой себя                 |

### Работа каскадёром
| Год  |   | Русское название       | Оригинальное название  | Роль     |
| ---- | - | ---------------------- | ---------------------- | -------- |
| 1995 | с | Зена — королева воинов | Xena: Warrior Princess | каскадёр |
| 2003 | ф | Убить Билла. Фильм 1   | Kill Bill: Vol. 1      | каскадёр |
| 2004 | ф | Женщина-кошка          | Catwoman               | каскадёр |
| 2004 | ф | Убить Билла. Фильм 2   | Kill Bill: Vol. 2      | каскадёр |
| 2005 | с | Шпионка                | Alias                  | каскадёр |
| 2006 | ф | Посейдон               | Poseidon               | каскадёр |
| 2007 | ф | Планета страха         | Planet Terror          | каскадёр |
| 2007 | ф | Королевство            | The Kingdom            | каскадёр |
| 2009 | ф | Бесславные ублюдки     | Inglourious Basterds   | каскадёр |
| 2009 | ф | Пункт назначения 4     | The Final Destination  | каскадёр |
| 2017 | ф | Тор: Рагнарёк          | Thor: Ragnarok         | каскадёр |